# تكامل محيطي
في المجال الرياضي للتحليل العقدي، يعتبر التكامل المحيطي (بالإنجليزية: Contour integration)‏ طريقة لحساب تكاملات معينة على طول المسارات في المستوى العقدي.
يرتبط التكامل المحيطي ارتباطًا وثيقًا بحساب البقايا، طريقة للتحليل العقدي.
أحد استخدامات التكاملات المحيطية هو حساب التكاملات على طول الخط الحقيقي التي لا يمكن إيجادها بسهولة باستخدام طرق المتغيرات الحقيقية فقط.
تشمل طرق التكامل المحيطي ما يلي:
- التكامل المباشر لدالة ذات قيمة عقدية على طول منحنى في المستوى العقدي (الرُّهَاء)؛
- تطبيق صيغة كوشي التكاملية؛ و
- تطبيق نظرية البقايا.

يمكن استخدام طريقة واحدة، أو مزيج من هذه الطرق، أو عمليات تحديد متنوعة، بغرض إيجاد هذه التكاملات أو المجاميع.